# Scherwiller
 Scherwiller (en alsacià Scherwiller) és un municipi francès, situat a la regió del Gran Est, al departament del Baix Rin. L'any 1999 tenia 2.614 habitants. Limita amb Sainte-Marie-aux-Mines a l'est, Villé al nord, Sélestat a l'oest i Châtenois al sud.
Forma part del cantó de Sélestat, del districte de Sélestat-Erstein i de la Comunitat de comunes de Sélestat.

## Demografia
| 1962  | 1968  | 1975  | 1982  | 1990  | 1999  |
| ----- | ----- | ----- | ----- | ----- | ----- |
| 2.269 | 2.300 | 2.368 | 2.328 | 2.278 | 2.614 |

## Administració
| Període   | Identitat     | Partit |
| --------- | ------------- | ------ |
| 1977-1989 | Emile Barthel |        |
| 1989-1995 | Joseph Boesch |        |
| 1995-2008 | Emile Barthel |        |
| 2008-     | André Boesch  |        |